# Сапаралиев, Доолотбек Бекишович
Доо́лотбек Беки́шович Сапарали́ев (кирг. Дөөлөтбек Бекиш уулу Сапаралиев, род. 24 октября 1953, село Чаек, Жумгальский район, Нарынская область, Киргизская ССР, СССР) — кыргызский историк. Заслуженный работник образования Кыргызской Республики (2011). Лауреат Государственной премии Кыргызской Республики в области науки и техники.
Кандидат исторических наук, профессор Кыргызско-турецкого университета «Манас», профессор Бишкекского государственного университета имени К. Карасаева, заведующий кафедрой истории Кыргызстана и зарубежного востока БГУ. За исследования архивных документов и вклад в историческую науку в 2024 году был представлен к высшей государственной награде Кыргызской Республики ордену «Манас» 3 степени.

## Биография
Родился 24 октября 1953 года в селе Чаек Жумгальского района Нарынской области. В 1970 году окончил Московскую среднюю школу в родном селе и с ноября того же года начал трудовую деятельность на должности секретаря Жумгальского районного народного суда. В 1976 году окончил исторический факультет КНУ имени Жусупа Баласагына. В 1987 году защитил диссертацию на тему «Взаимоотношения кыргызского народа с русским и соседними народами в XVIII веке» и получил учёную степень кандидата исторических наук.
В разное время работал на руководящих постах в Национальной академии наук и высших учебных заведениях Кыргызстана. Был заместителем декана гуманитарного факультета Кыргызско-турецкого университета «Манас»; с 1999 по 2001 годы — заведующим кафедрой истории Кыргызского государственного национального университета, ведущего научного центра страны по изучению истории Кыргызстана, научным консультантом программы «Ош-3000». Профессор университета «Манас» профессор Бишкекского государственного университета. С 17 октября 2017 года занимает должность заведующего кафедрой истории Кыргызстана и зарубежного Востока факультета востоковедения и международных отношений БГУ.

### Семья
- Супруга — Айке Султан кызы (Сапаралиева) (1954).
- Дети — сыновья Нурланбек (1976) и Бакытбек (1976); дочь Жазгуль (1982).
- Внуки — Перизат, Бектур, Эркайым, Эльзар, Айдар, Эрхан, Адинай, Альфия, Алия и Адиль[7].

## Научная работа
Автор более 457 научных работ, среди которых 32 научные и методические книги (6 монографий, 4 брошюры, 22 соавторских работы), изданных на кыргызском, русском, английском и турецком языках, 5 учебных пособий, 212 научных статей и тезисов и более 208 научно-популярных статей.
В 2020 году опубликовал научное исследование о предках кандидата в президенты Кыргызстана Садыра Жапарова, в котором он в частности утверждал, что прапрапрадед Жапарова: «был дальновидным и разумным политиком и никогда не менял своей ориентации на Россию, за что был неоднократно награждён российским правительством».

### Исследование происхождения исторического названия Бишкека
Сапаралиев — автор книги «Бишкек и Пишбек баатыр: исторические материалы и предания», в которой он на основании исследований исторических архивов XIX—XX вв. утверждает, что название Бишкек произошло от имени одного из основателей города Пишбек-баатыра. Публикация книги в 2021 году вызвала неоднозначную реакцию в обществе, которая усугубилась установкой в кыргызской столице памятника мифическому основателю города. До этого события, журналистка и детская писательница Нурия Шагапова сделала заявление, что легенда о Бишкеке баатыре была написана ей ещё в 1991 году, а позднее эта история уже была растиражирована различными источниками как народная. Однако в поддержку исследования выступил рецензент книги — академик Владимир Плоских.
Книга Сапаралиева выдержала два переиздания за один год, второе издание было дополнено новыми фактами и содержало развёрнутый отзыв рецензента. Автору удалось разыскать упоминания об основании Бишкека относящиеся к концу XVIII столетия. Исследования учёного послужили началом дискуссии о возвращении столице Кыргызстана «правильного» исторического названия — Пишбек.

## Общественная деятельность
Активно занимается общественной деятельностью: входил в оргкомитет по организации 120-летнего юбилея Юсупа Абдрахманова (2021); оргкомитет по организации празднования, посвященного 200-летию со дня рождения Байтик-баатыра (2022). В 2022 году также входил в число делегатов Курултая местного сообщества города Бишкек.

## Награды и премии
- Орден «Манас» 3 степени (2024) за исследования архивных документов и вклад в историческую науку[6]
- Заслуженный работник образования Кыргызской Республики (2011)[18]
- Почетная грамота Кыргызской Республики (2000)[2]
- Лауреат Государственной премии Кыргызской Республики в области науки и техники (до 2004)[3]

## Избранные научные работы
- Д. Б. Сапаралиев — «Взаимоотношения кыргызского народа с русским и соседними народами в XVIII в» // отв. ред. В. М. Плоских, 1995, Бишкек, «Илим», с. 153[19].
- Д. Б. Сапаралиев — «Этнополитическая история Оша и его окрестностей с XVIII до середины XIX в» // отв. ред. В. М. Плоских, 1999, Бишкек, «Илим», с. 141[20].
- Д. Б. Сапаралиев — «Новые аспекты в исследовании кыргызско-казахских взаимоотношений (вторая половина XVIII-первая половина XIX века)» // 2003, Бишкек, Türkoloji, с. 22—29[21].
- Д. Б. Сапаралиев — «О государственном устройстве кыргызов со второй половины XVIII века до середины XIX века (история)» // 2013[22].
- Д. Б. Сапаралиев — «Этническое наименование кыргызов и описание их религиозных верований в русских исторических источниках XVII—XIX веков» // 2017, с. 18—33[23].
- Д. Б. Сапаралиев — «Бишкек — сакральное название горы! (К этимологии названия столицы Кыргызстана)» // 2019, Бишкек, с. 14[24].
- Д. Б. Сапаралиев — «Сведения о государстве кыргызов с XVI — до середины XIX века по материалам документальных источников» // ред. Б. К. Калшабаева, Алматы, 2022, 241—250[25].
- Д. Б. Сапаралиев — «Об отражении кыргызско-казахских взаимоотношений XVII—XVIII вв. В научных трудах Чокана Валиханова» // 2022, Бишкек, 86—96[26].
- Д. Б. Сапаралиев — «Военное искусство и вооружение кыргызов в XVIII—XIX вв» // Университетское гуманитарное образование в России: к 70-летию со дня рождения профессора А. В. Арсентьевой : материалы Междунар. науч.- практ. конф. (Чебоксары, 16-17 дек. 2024 г.) / редкол.: О. Н. Широков [и др.] — Чебоксары: ИД «Среда», 2024. — С. 371—380[27].

На кыргызском и турецком языке
- Д. Б. Сапаралиев — «Кара Кыргыз Хандыгы Борбордук Азиядагы Эл Аралык Мамилелердин субъектиси (XVIII—XIX к.к.)» // 2019, Бишкек[28].
- Д. Б. Сапаралиев — «Намыскөй баатыр — хан Садыр (XVIII кылымдын экинчи жарымындагы кыргыздын казактар менен мамилелеринин кээ бир маселелери)» // Тарых илимдеринин доктору, профессор Жакыпбеков Жаныбек Жакыпбековичтин 75 жылдыгына арналган «Кыргызстандын тарыхынын жана тарыхнаамасынын актуалдуу маселелери» аттуу Эл аралык илимий-практикалык конференциянын макалалар жыйнагы. Ж. Баласагын атындагы Кыргыз улуттук университетинин Тарых жана чөлкөм таануу факультетинин эмгектери. XII (Атайын чыгарылышы). Бишкек, 2022, 276—284[25].
- D. B. Saparaliev — "Tarihi Belgelere Göre XVII—XIX. YY. Arasında Kırgızların Askeri Yapısı (Türk ve Moğol Karşılaştırma) // XVIII. Türk tarih kongresi. Ankara, 2022, ss. 115—128[25].